# Емден
Емден (нім. Emden) — місто на північному заході Німеччини у гирлі річки Емс. Розташований у регіоні Східна Фризія, в землі Нижня Саксонія.

## Загальні відомості

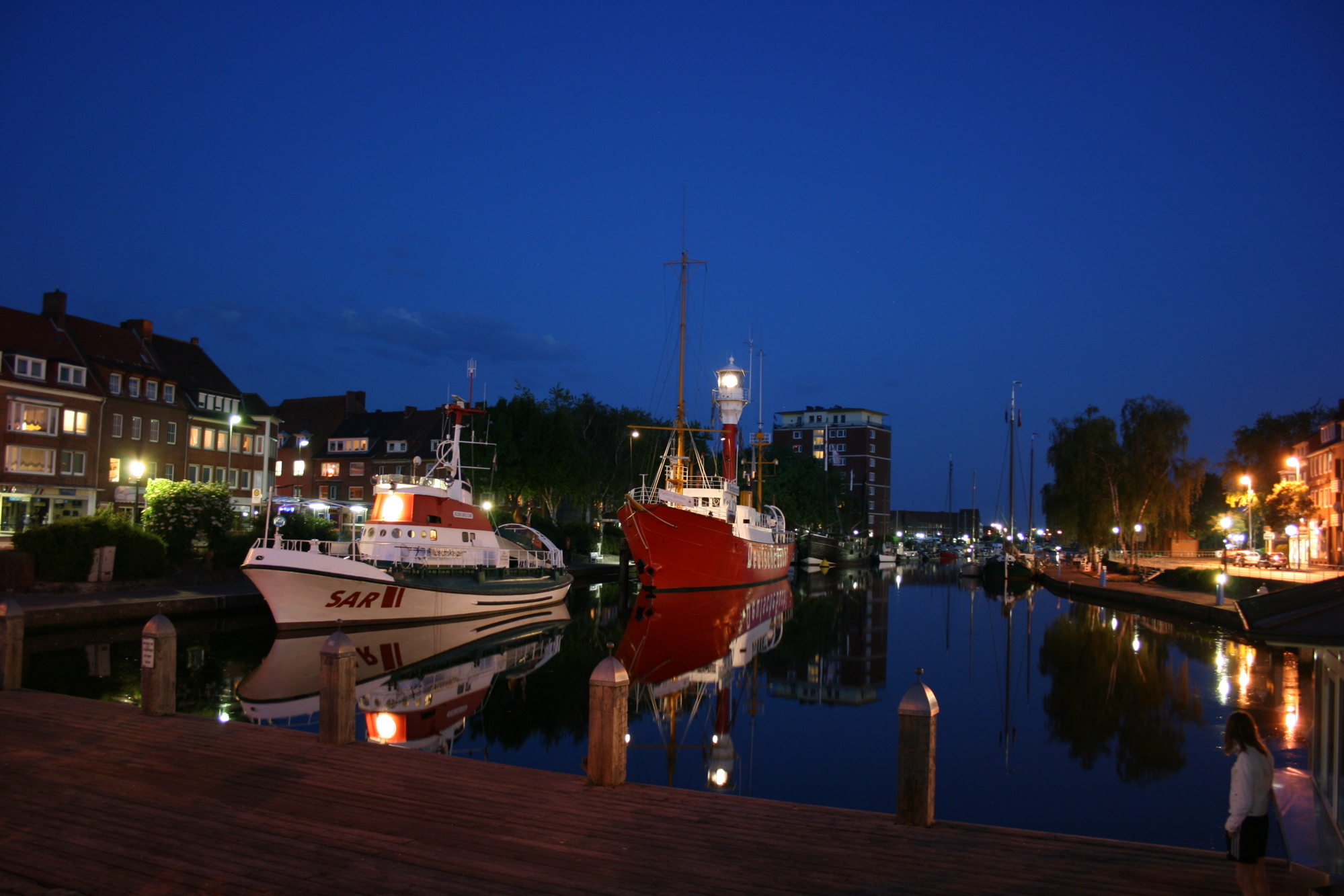
Емден вночі

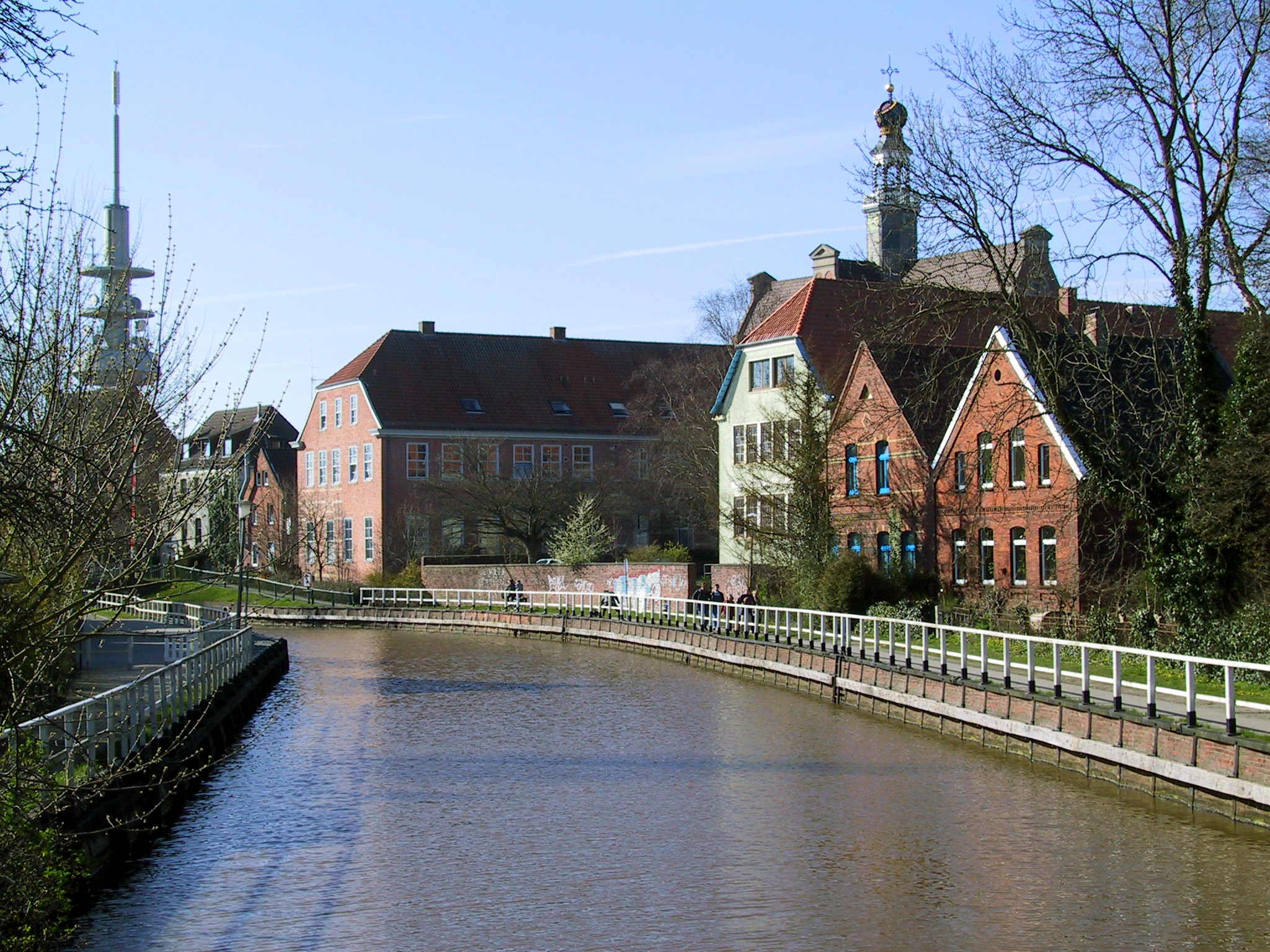
Канал в Емдені

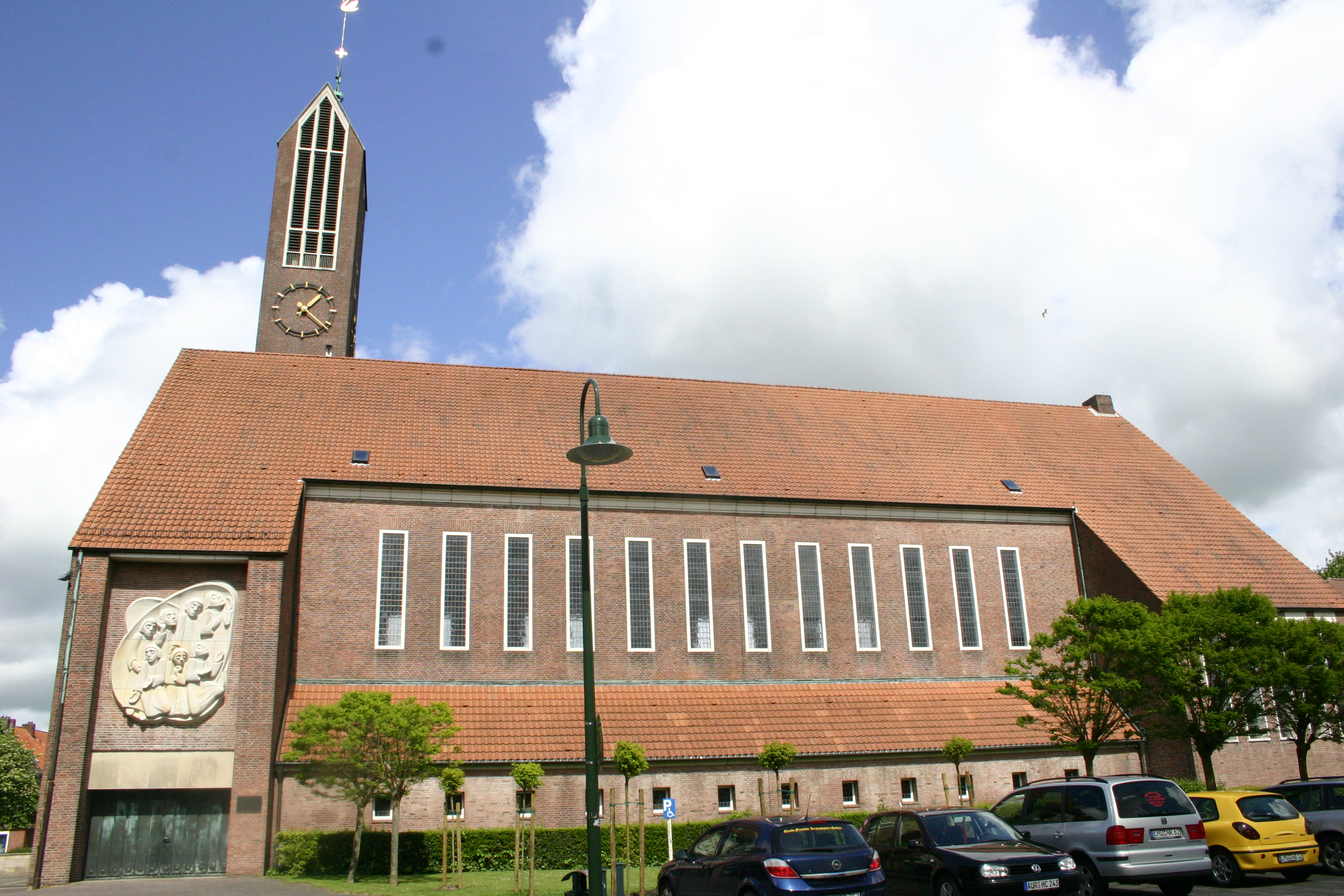
Лютеранська церква

Населення міста — 49 523 ос. (на 31 грудня 2021), площа — 112,36 км². Адміністративно поділений на 26 районів.

## Економіка
Через своє географічне розташування та комунікації Емден одержав назву «порт для Рура». Через нього транспортують руду і ліс, сюди підведено газопровід з Північного моря. Тут же починається вхід у канал Дортмунд — Емс.
В Емдені виготовляють кораблі й автомобілі, існує власний футбольний клуб «Кікерс», що виступає у нижчих дивізіонах.

## Об'єкти, названі на честь міста
На честь міста було названо декілька німецьких військових кораблів, зокрема:
- «Emden» (спущений на воду 1908) — знаменитий легкий крейсер часів Першої світової війни.
- «Emden» (спущений на воду 1925) — легкий крейсер часів Другої світової війни.

## Український слід
З ініціативи колишнього міського архіваріуса Бернарда Брамса мешканцями міста було встановлено гранітну стелу — пам'ятник п'ятьом українцям-остарбайтерам, страченим нацистами під час Другої Світової війни.

## Уродженці
- Єва Герман (* 1958) — німецька тележурналістка.